# René Faralicq
 (janvier 2020).
Alexandre René Eugène Faralicq, né le 10 juin 1878 à  Saint-Affrique (Aveyron) et mort le 12 janvier 1951 à Paris (17e arrondissement), est un commissaire divisionnaire à la police judiciaire et poète français.
Faralicq s.a., Cabinet de détectives a été créé en 1924 par René Faralicq, Docteur en Droit, ex-Commissaire Divisionnaire de la Ville de Paris, ancien Chef de la Brigade Criminelle de la Police Judiciaire, Professeur à l’Institut de Criminologie.
Parmi ses références : l’arrestation du tristement célèbre Landru.
René Faralicq, entouré de collaborateurs d’une grande compétence, possédant une longue expérience des méthodes policières, confirmait, dès la création de son Cabinet, une réputation professionnelle des plus élogieuses, dépassant le cadre national.
En 1947, Messieurs Louis-Lucien Quenet et Simon Lewis, spécialistes du renseignement, créaient le Cabinet portant leurs noms, particulièrement spécialisé dans la lutte contre l’espionnage industriel et économique sous toutes ses formes.
Pendant plusieurs années, une étroite collaboration entre les deux Cabinets préparait la fusion qui interviendrait en 1961.
Successeurs, Louis Lucien Quenet et aujourd’hui Eric Quenet, ont fait évoluer le Cabinet par de nouvelles approches d’investigations et des méthodologies adaptées à l’évolution de notre société, ainsi qu’aux nouvelles technologies.
René Faralicq est le frère de Gaston Faralicq, commissaire-divisionnaire lui aussi à la police judiciaire de Paris et auteur du recueil "Trente Ans Dans Les Rues De Paris"

## Œuvres
- L'Archer aux étoiles, Éditions de la Tour du guet, 1950
- Le Fantôme de la Spelunca, J. Peyronnet, 1947
- Principes et procédés de la police criminelle, Paris, Recueil Sirey, 1947
- Sur les pas sanglants. Souvenirs vécus, Paris, Éditions de France, 1933
- L'Offrande à Béatrice, poèmes, Eugène Fasquelle, 1924
- Le Mineur abandonné vicieux ou coupable, thèse, Paris, de Maulde, Doumenc et Cie, 1905
- Pendant l'exil..., poèmes, Besançon, P. Jacquin, 1899
- (en) The French Police from Within, Cassell and company, 1933